# Алексеевка (Софиевский район)
Алексе́евка (укр. Олексі́ївка) — село,
Каменский сельский совет,
Софиевский район,
Днепропетровская область,
Украина.
Код КОАТУУ — 1225283804. Население по переписи 2001 года составляло 339 человек .

## Географическое положение
Село Алексеевка находится на берегу реки Каменка,
выше по течению на расстоянии в 2 км расположено село Вишнёвое,
ниже по течению на расстоянии в 2,5 км расположено село Каменка.
Рядом проходит автомобильная дорога Н-11.